# Thrips pruni
Thrips pruni är en insektsart som beskrevs av Nakahara 1994. Thrips pruni ingår i släktet Thrips och familjen smaltripsar. Inga underarter finns listade i Catalogue of Life.